# Gammarus macedonicus
Gammarus macedonicus is een vlokreeftensoort uit de familie van de Gammaridae. De wetenschappelijke naam van de soort is voor het eerst geldig gepubliceerd in 1976 door G. Karaman.
G. macedonicus komt alleen (endemisch) voor in het meer van Ohrid. Dit meer, tussen Albanië en Noord-Macedonië behoort tot de oudste en diepste meren van  Europa en herbergt dan ook diersoorten die elders niet voorkomen. Mannelijke dieren kunnen 14,4 mm groot worden. G. macedonicus leeft vooral in de diepere delen van het meer. Hier kan het worden aangetroffen met een andere endemische gammaride G. stankokaramani.